# خوراسگان
خوراسْگان، محله ای در منطقه ۱۵ شهرداری اصفهان است. شهر سابق خوراسگان، در سال ۱۳۴۳ از به هم پیوستن ۸ روستای ابر (ابرجی)، راران، بوزان، پُزوه، ارداجی، سلطان آباد، جی شیر، خیادان و کنگاز تاسیس شد.  در سال ۱۳۹۲، خوراسگان به عنوان پانزدهمین منطقه شهرداری اصفهان، به آن ملحق شد. از آثار باستانی این منطقه میتوان به مناره راران - برج کبوتر در کردآباد - حمام نقاشی در محله مسجدعلی میتوان اشاره کرد.
پس از حمله اعراب به ایران عده ای از مردم کوفه مهاجرت کرده و در روستای پزوه ساکن شدند.

## تاریخچه
خوراسگان، قرن‌ها پیش از این، در عصر پیشدادیان، در جلگه شمالی زاینده رود جایی که از پس دیواره شرقی کوه‌هایش خطه خشک کویر مرکزی آغاز می‌شود، سرزمینی بود آباد و مسکون که «گابایاگی» می‌نامیدند و در بعضی از متون کهن از آن با عنوان «رشورجی» نام برده‌اند.
بطلمیوس، جغرافیدان یونانی از آن به «اصبدانه» یاد کرده‌است و بعدها و به عصر هخامنشیان «اسپادانا» نامیده شد و آن جایی بود که سپاه ملوک ایران باستان، در آن جمع می‌شدند و از آنجا به اطراف ایران گسیل داده می‌شدند. اسپادانا از کلمه «اسپاه» است و آن به معنی «سپاه» آمده و «ان» برای نسبت بوده‌است.
این کلمه بعدها در تداول کلام عامه، تبدیل شد به کلمه «اسپاهان» و در نهایت به «اصفاهان» و «سپاهان» و «اصفهان» تغییر یافت.
و اصبدانه خود مرکب بود از دو شهر بزرگ و آباد و همجوار و هر دو بر ساحل شمالی زاینده رود. یکی «شهرستان» و دیگری «جی»؛ و هم از آن عهد کهن در حاشیه شرقی جی، قصبه‌ای بود آباد که «خوراسگان»اش می‌نامیدند و چون بر سر راه اصفهان به خاوران و یزد و کرمان واقع شده بود، «دروازه شرقی» و همچنین «دروازه خور» اش نامیدند.
مصوبه الحاق شهر خوراسگان در شهر اصفهان در ۱۳۹۲ برای اجرا تصویب شد.

### ریشه کلمه خوراسگان
واژه خوراسگان از نظر لغوی به صورت‌های گوناگونی درآمده‌است مانند: خراسجان، خراستجان، خوراسکان. محتمل است خوراسگان از دو کلمه خور + اسکان تشکیل شده باشد که خور به معنای خورشید و اسکان به معنای محل سکونت و تابش خورشید است. همچنین ممکن است خوراسگان ترکیبی باشد از خور + اسه + گان که خور در فارسی کهن به معنای خورشید، اسه در فارسی کهن به معنای محور و گان پسوند مکان است که در نام بسیاری از شهرهای دیرینِ ایرانی به‌مانند آذربایگان، زنگان، ارسنگان و نیز در نام برخی از روستاها و محلات اصفهان همچون کرگان، تلواسگان و پُل‌ورگان آمده‌است. این ریشه‌شناسی به حقیقت نزدیکتر است چرا که اسکان واژه‌ای عربی است که احتمال ترکیب آن با واژه کهن خور ضعیف است. این احتمال نیز وجود دارد که خوراسگان ریشه‌شناسی‌ای مشابه خراسان داشته باشد چراکه خُر در خراسان را به معنای خور گرفته‌اند. البته برخی پژوهشگران نیز احتمال داده‌اند برای ریشه‌شناسی این نام و دیگر نام‌های کهنی همچون جی، ارداجی، گورت، اسپارت و… باید به زبان‌های مرده آریایی و پیش از آریایی مراجعه کرد.

## اقتصاد
فعالیت‌های اقتصادی اصلی مردم بازرگانی، کشاورزی، صنعتی و خدماتی می‌باشد. تعداد واحدهای صنفی این شهر به ۴۰۰۰ واحد می‌رسد.

### کشاورزی و دامداری
بیشتر از یک سوم جمعیت این منطقه به کشاورزی و دامداری مشغول است. به علت محدودیت زمین‌های کشاورزی و محدودیت آب و خاک و تراکم جمعیت، جمعیت فعال این شهر برای اشتغال به شهر اصفهان و روستاهای بخش مرکزی براآن شمالی و قهاب و مناطق دیگر می‌روند.

### صنعت
مهم‌ترین صنعت این شهر خاتم کاری است که رتبه اول جهان را به خود اختصاص داده. عده‌ای از زنان منطقه در منازل به شغل قالی بافی اشتغال دارند همچنین واحدهای صنعتی بزرگی مانند کارخانه قند و بیش از ۵۰ واحد تولیدی و صنعتی دیگر در محدوده خوراسگان دایر می‌باشد.
اولین کارخانه قند در استان اصفهان، با حمایت سلطان مراد بختیار در ۱۳۳۷ در نزدیکی خوراسگان به اسم شرکت قند اصفهان تاسیس شد.
شهرک صنعتی جی و قهجاورستان به این منطقه نزدیک است.
نمایشگاه بین‌المللی اصفهان در این منطقه ساخته شده است.

### ترابری
خط اتوبوس بی‌آرتی در این منطقه وجود دارد.

## جمعیت شناسی
جمعیت: ۸۹۰۰۰نفر

## محله‌ها و روستاهای حومه منطقه
این منطقه دارای ۲۴ محله و بیش از ۱۵ روستا و چندین شهرک می‌باشد. بزرگترین محله آن سفلی است. محله‌های این شهر عبارت‌اند از: علیا، سفلی، پزوه، ارغوانیه، در سیبه، سلمان، ابهر جی (ابر)، نارون، خانقاه، خیادان، مسجد علی، سلطان آباد، ستار، اباذر، بوزان، لفزوان (لبزون)، علی ابن موسی الرضا، همدانیان، کنگاز، ارداجی، بانو مهدی، قصر و راران. روستاهای مهم آن روستای کلمخاران، هفتشویه، جی شیر، گورت، قلعه نو، خاتون آباد، دهنو، سمنجوانمره، بهاران (پارون)، گیان، بریتیانچی، اندوان، هیستان، سمسور، جلمرز، مورنان، یحیی آباد و… است. همچنین مهم‌ترین شهرک‌های شهر عبارت‌اند از شهرک فاضل، شهرک بانک ملی، شهرک معلم و شهرک اریسون

## مراکز آموزشی
مدارس و دانشگاه‌های ناحیهٔ جی

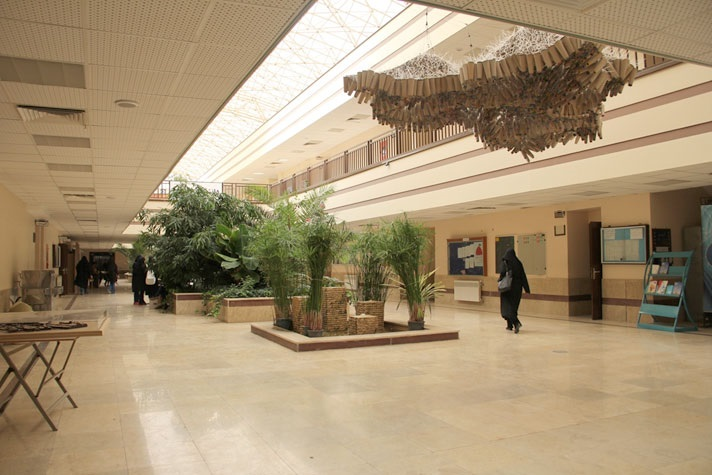
دانشکده معماری و شهرسازی دانشگاه آزاد خوراسگان

- دانشگاه آزاد اسلامی واحد اصفهان (خوراسگان)
- دانشگاه پیام نور خوراسگان[۱۲]
- حوزه علمیه امام جعفر صادق[۱۳]
- حوزه علمیه فاطمه زهرا[۱۴]
- کانون پرورش فکری کودکان و نوجوانان[۱۵]
- مدرسه علامه طباطبایی
- مدرسه دهخدایی[۱۶]

## بناهای مذهبی
- امامزاده ابوالعباس خوراسگان[۱۷]
- امامزاده بابا علمدار
- امامزاده اسحاق
- امامزاده شاه قاضی (خاتون آباد)
- امامزاده کلثوم
- امامزاده باقر (خیادان)
- امامزاده میرعماد (گورت)
- امامزاده مختار (چنگان)
- امامزاده شاه میرقوام‌الدین
- مسجد علی خوراسگان
- امامزاده کرار بن جعفر صادق(ع)

## اداره
- شورای اسلامی[۱۸]
- شهرداری منطقه ۱۵ اصفهان [۱۹]

### زیرساخت

#### میدانها و خیابانها
- میدان پزوه[۲۰]
- میدان خوراسگان[۲۱][۲۲]
- خیابان جی[۲۳]
- رینگ 4 حفاظتی اصفهان[۲۴]

#### بهداشت و درمان
- درمانگاه تخصصی شماره۸ (خوراسگان) تامین اجتماعی [۲۵]
- مرکز درمانگاه بهداری [۲۶][۲۷][۲۸]
- بیمارستان جنرال خوراسگان[۲۹][۳۰]

#### مکان‌های تفریحی رفاهی
- پارک خوراسگان[۳۱]
- ورزشگاه آزادی خوراسگان[۳۲]
- پیست دوچرخه سواری نمایشی(در دست ساخت)[۳۳]
- شهربازی شهر رویاها
- پارک الهیه[۳۴][۳۵]
- میدان میوه و تره بار[۳۶]

## بناهای تاریخی

### حمام نقاشی
این حمام با قدمت بیش از ۶۰۰ سال در محله علیا واقع شده‌است، و مهمترین و زیباترین جاذبهٔ این شهر تاریخی محسوب می‌گردد.

### عمارت خان
مجموعه ساختمانی است متشکل از چند باب خانه و یک باغ و ملحقاتی چون انبار و اسطبل و کارگاه قالیبافی که این مجموعه حدود ۱۵۰ سال پیش طراحی و به مرور زمان ساخته شده‌است. مهمترین بنای این مجموعه اُرُسی گل است با رسم و نقاشی‌های روغنی و گچ بری و درب‌های نفیس.
ارسی نقش اتاقی است با ۵ در روبرو و سقف مسطح و نقش و نگارهای بسیار زیبا و منظم با آبرنگ. اُرسی دورو که دارای نقاشیهای طرح فرنگی و گل و بوته و منظره که متأسفانه سقف آن خراب و قسمت‌های مهم آن نابود شده و حوض مرمر یکپارچه‌ای در شاه نشین آن قرار دارد که سالم باقی مانده‌است. پنج دری آینه کاری که با تزئینات و نقاشی‌های رنگ و روغن و آبرنگ و تصاویری از سازندگان بنا چون محمد کریم خان و محمدعلی خان باقی است.

### منار راران
یکی از آثار شناخته شده کشور به شماره ۲۳۳ آثار تاریخی و میراث فرهنگی ایران به ثبت رسیده که در محله راران قرار دارد و همواره گردشگرانی برای بازدید از این بنا می آیند. در کتیبه این منار ذکری از تاریخ ساخت آن نشده، لکن بنا به نظریه آقای اسمیت باستانشناس قرن بیستم تاریخ بنای این منار بین سال‌های ۵۷۵ تا ۶۸۸ هجری قمری گفته شده‌است. ارتفاع این منار ۳۰/۴۰ متر است و قاعده آن به شکل مربع در ابتدا۳ متر می‌باشد. درون این منار پلکانی وجود دارد که از دو متری منار تا گلوگاه ادامه دارد و بر محور دست چپ بالا می‌رود. پائین منار با آجر معمولی بدون نقش ساخته شده‌است. قسمت میانی بدنه منار با نقوش لوزی و خطوط معقلی با آجر برجسته کار شده و قسمت بالای منار با آجرهای شطرنجی و اشکال لوزی بنا گردیده که قسمت تاج و کنگره منار آسیب دیده و احتمال خراب شدن دارد که متأسفانه هنوز اقدامی در جلوگیری از خرابی به عمل نیامده است.

### برج‌های کبوتر بهاران (پارون) و کنگاز
این دو برج در ابتدا و انتهای محور گردشگری- فرهنگی قنات‌های پارون و کنگاز می‌باشد که در طرح به عنوان دو مرکز فرهنگی در نظر گرفته شده‌است. نمای بیرونی برج پارون مرمت گردیده ولی فضای داخلی آن و همچنین برج کنگاز نیاز مبرم به مرمت دارند.

### مسجد جامع هفت‌شویه
این مسجد در حدود پانزده کیلومتری شمال شرقی اصفهان قرار دارد. آنچه از بنای این مسجد باقی‌مانده قسمتی از گچ بری محراب و چند ستون نیمه مخروبه باقیست، بنا به تحقیق دکتر هنرفر بنای این مسجد در زمان سلجوقیان در قرن پنجم یا ششم هجری می‌باشد و تزئینات گچ بری‌های آن به قرن ششم هجری شباهت دارد. اساس این مسجد از خشت خام بوده ولی نماسازی بعضی از قسمت‌های آن به وسیله آجر انجام گرفته شده‌است.

### برج‌های کبوتر گورت
این رشته برج با تعداد ۲۱ برج کبوتر از نمونه‌های منحصربه‌فرد برج‌های کبوتر رشته‌ای می‌باشد که به علت قرارگیری در دشت باز مناظر بدیع و قابل توجهی جهت افزایش پتانسیل‌های گردشگری به وجود آورده که به علت عدم توجه به مرمت بناهای مذکور به‌طور روزافزون سرعت فرسایش آن‌ها فزونی می‌یابد.

### قنات بهاران (پارون) و گورت
این قنات در اصل انتهائی‌ترین قسمت مسیر آب گذری بوده‌است که معروف به چشمه باقرخان می‌باشد و آب سرازیر شده از سمت غرب اصفهان را به سمت زمین‌های حیدرآباد واقع در شمال خوراسگان هدایت می‌کرده‌است. از دیگر کارکردهای این قنات می‌توان ایفای نقش مسیل در زمان بارندگی‌های شدید را نام برد. شهرداری سابق با هدف افزایش جاذبه‌های گردشگری و جهانگردی اقدام به تهیه طرحی جهت این مسیر قنات در حد فاصل دو برج کبوتر پارون و کنگاز نموده‌است که در این طرح عملکردهائی از قبیل نمایشگاه، رستوران، چایخانه سنتی و دیگر عملکردهائی که لازمه یک محور گردشگری می‌باشد لحاظ گردیده‌است.